# Старое Корявино
Старое Корявино — деревня в Смоленском районе Смоленской области России. Входит в состав Стабенского сельского поселения. 
Расположена в западной части области в 14 км к северо-востоку от Смоленска, в 3 км севернее автодороги М1 «Беларусь», на берегу реки Колодня. В 15 км южнее деревни расположена железнодорожная станция Смоленск-Сортировочный на линии Москва — Минск. 

## История
В годы Великой Отечественной войны деревня была оккупирована гитлеровскими войсками в июле 1941 года, освобождена в сентябре 1943 года. 